# Saurauia isoxanthotricha
Saurauia isoxanthotricha är en tvåhjärtbladig växtart som beskrevs av Buscalioni. Saurauia isoxanthotricha ingår i släktet Saurauia och familjen Actinidiaceae. Inga underarter finns listade i Catalogue of Life.